# Aram J. Pothier
Pour les articles homonymes, voir Pothier.
Aram Jules Pothier né le 26 juillet 1854 à Yamachiche dans la province canadienne de Québec, décédé le 4 février 1928 à Woonsocket dans l'état du Rhode Island à l'âge de 73 ans est un homme politique américain qui fut gouverneur républicain du Rhode Island de 1909 à 1915 et de 1925 à 1928. Premier Canadien français à occuper ce poste, il s'était auparavant lié avec Ferdinand Gagnon pour protéger les droits de la diaspora canadienne-française. 

## Biographie

### Origines familiales
Aram-J. Pothier est le fils de Jules Pothier, né en 1829 à Yamachiche, et de Marie-Domethilde Dallaire, née en 1827 à Saint-Ours. 
Pothier émigre avec ses parents à Woonsocket en 1870, ville dont il est élu maire en 1894. Il officie pendant quatre mandats consécutifs, élu et réélu par une majorité constituée aux trois quarts d'anglo-protestants. Il fait les manchettes quotidiennes de la presse franco-américaine du Rhode Island, galvanisant les passions. Pour certains, il est un «Grand Athénien» dirigeant les affaires de l'État, pour d'autres, un homme qui se compromet en ne défendant pas assez la diaspora québécoise.